# Otocelis sachalinensis
Otocelis sachalinensis är en plattmaskart som beskrevs av Ivanov 1952. Otocelis sachalinensis ingår i släktet Otocelis och familjen Isodiametridae. Inga underarter finns listade i Catalogue of Life.